# Захисне заземлення
Захисне́ зазе́млення (англ. protective earthing, нім. Schutzerdung, f) — заземлення точки або точок у системі чи в процесі монтажу системи або в обладнанні, з метою забезпечення електробезпеки.
Захисне заземлення реалізується у вигляді спеціального електричного сполучення із землею або її еквівалентом струмовідних елементів обладнання, які не повинні перебувати під напругою, але в процесі експлуатації можуть опинитися під напругою, наприклад, у разі пошкодження ізоляції, дефектів дугогасних пристроїв, комутаційних апаратів, в аварійних випадках тощо.
Захисне заземлення є простим, ефективним і поширеним способом захисту людини від ураження електричним струмом при дотику до металевих поверхонь, які виявились під напругою. Це забезпечується зниженням різниці потенціалів між обладнанням, що виявилось під напругою, і землею до безпечної величини. Використовується в трифазній трипровідній мережі з напругою до 1000 В з ізольованою та глухозаземленою нейтраллю і вище від 1000 В — з довільним режимом нейтралі.
Конструктивними елементами захисного заземлення є: заземлювачі (металеві провідники, що знаходяться в землі) і заземлювальні провідники (з'єднують обладнання, що заземлюється із заземлювачем).

## Основні терміни та визначення
Базова термінологія регламентується стандартом ІЕС 60364-1 та Правилами улаштування електроустановок.
Провідна частина (англ. conductive part) — будь-яка частина електроустаткування, що має властивість проводити електричний струм.
Провідник (англ. conductor) — провідна частина, призначена для проведення електричного струму певного значення.
Струмовідна частина (англ. live part) — провідник або провідна частина, що перебуває в процесі її нормальної роботи під напругою, включаючи нейтральний провідник, але не PEN-провідник.
Відкрита провідна частина (англ. exposed-conductive-part) — провідна частина електроустановки, доступна для дотику, яка в процесі роботи не перебуває під робочою напругою, але може опинитися під напругою в разі пошкодження ізоляції струмовідних частин (наприклад, корпуси електрообладнання тощо).
Стороння провідна частина (англ. extraneous-conductive-part) — провідна частина, яка не є частиною електроустановки, здатна виносити електричний потенціал, як правило, електричний потенціал локальної землі (наприклад, рейки під'їзних колій, будівельні металоконструкції, металеві труби і оболонки комунікацій тощо)
Захисний провідник (англ. protective conductor)- провідник, призначений для забезпечення електробезпеки.
Захисний заземлювальний провідник (англ. protective earthing conductor) — заземлювальний провідник, призначений для захисного заземлення.
PE-провідник (PE від англ. protective earthing- захисне заземлення) — захисний провідник в електроустановках напругою до 1 кВ, призначений для захисту від ураження електричним струмом.
Нейтральний провідник (N-провідник, англ. neutral conductor) — провідник в електроустановках напругою до 1 кВ, електрично з'єднаний з нейтральною точкою джерела живлення, що використовується для розподілення електричної енергії.
Провідник середньої точки (М-провідник, англ. mid-point conductor) — провідник в електроустановках напругою до 1 кВ, який електрично з'єднаний з середньою точкою джерела живлення і використовується для розподілення електричної енергії.
PEN-провідник (PEN від англ. protective earth and meutral) — провідник в електроустановках напругою до 1 кВ, який поєднує в собі функції — захисного (РЕ-) і нейтрального (N-) провідників

## Системи захисного заземлення електроустаткування

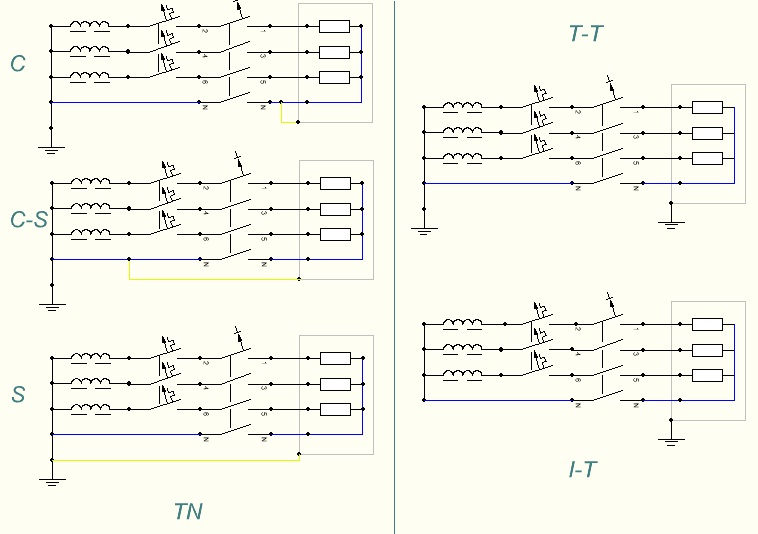
Різновиди захисного заземлення

Типова табличка для позначення заземлених елементів мережі і доступністю мережі для техобслуговування

Знак заземлення вписаний в коло вказує на місце під'єднання заземлення до обладнання

### Класифікація та позначення систем заземлення
Системи електропостачання класифікуються Міжнародною електротехнічною комісією (МЕК) залежно від способу заземлення розподільчої мережі та застосованих заходів захисту від ураження електричним струмом. Розподільні мережі поділяються на мережі із заземленою нейтраллю та мережі з ізольованою нейтраллю.
Стандарт IEC-60364-1 поділяє розподільні мережі залежно від конфігурації струмопровідних ліній з нульовим (нейтральним) провідником і типами систем заземлення включно.
При цьому використовуються наступні позначення.
Перша літера (I або T) характеризує зв'язок із землею джерела живлення.
Т (від лат. terra — земля) — безпосереднє приєднання однієї точки струмовідних частин джерела живлення до заземлювального пристрою. У трифазних мережах напругою 127/220 В або 220/380 В такою точкою, як правило, є нейтраль джерела живлення (якщо нейтраль недоступна, то заземлюють фазний провідник), у трипровідних мережах однофазного струму і постійного струму — середня точка, а у двопровідних мережах — один з виводів джерела однофазного струму або один з полюсів джерела постійного струму;
І (від англ. isolated — ізольований) — усі струмовідні частини джерела живлення ізольовано від землі або одну точку заземлено через великий опір (наприклад, через опір приладів контролю ізоляції, через розрядник тощо). Мережі з ізольованою нейтраллю (I) можуть бути:
- малими мережами, такими як системи безпечної наднизької напруги (БННН або англ. SELVsystem) з електричним відділенням з використанням безпечних розділяючих трансформаторів;
- середніми за розміром — такими, котрі використовуються для живлення окремих цехів промислових підприємств.

Друга літера (T або N) характеризує зв'язок із землею відкритих провідних частин і сторонніх провідних частин (заземлення обладнання)
N (від англ. neutral — нейтраль) — безпосередній зв'язок відкритих провідних частин електроустановки з точкою заземлення джерела живлення через PEN- або РЕ-провідник;
Т — безпосередній зв'язок відкритих провідних частин із землею незалежно від характеру зв'язку джерела живлення із землею.
Класифікація типів систем заземлення електричних мереж живлення напругою до 1 кВ за ПУЕ передбачає наступні системи заземлення: TN-C, TN-S, TN-C-S, TT, IT:
- система TN — система, в якій мережа живлення має глухе заземлення однієї точки струмовідних частин джерела живлення, а електроприймачі і відкриті провідні частини електроустановки приєднуються до цієї точки за допомогою відповідно N- або М- і захисного РЕ-провідників;
  - система TN-С — система TN, в якій захисний і нейтральний провідники (N- або М- і PE-провідники) є суміщеними в одному провіднику на усій його протяжності;
  - система TN-S — система TN, у якій захисний і нейтральний провідники (N- або М- і PE-провідники) є розділеними на усій її протяжності;
  - система TN-C-S — система TN, у якій функції захисного і нейтрального провідників (N- або М- і PE-провідники) суміщені в одному провіднику у якійсь з її частин, починаючи від джерела живлення;
- система IT — система, в якій мережу живлення ізольовано від землі чи заземлено через прилади або (і) пристрої, що мають великий опір, а відкриті провідні частини електроустановки приєднано до заземленого РЕ-провідника;
- система ТТ— система, одну точку струмовідних частин джерела живлення якої заземлено, а відкриті провідні частини електроустановки приєднано до РЕ-провідника, з'єднаного із заземлювачем, електрично незалежним від заземлювача, до якого приєднано точку струмовідних частин джерела живлення.

### Принципи забезпечення захисного заземлення
Захисна дія заземлення ґрунтується на наступних принципах:
- зменшення до безпечного значення різниці потенціалів між заземлювальним провідним предметом та іншими провідними предметами, що мають природне заземлення;
- відведення струму витоку при контакті заземленого провідного предмета з фазним проводом. У правильно спроектованій системі поява струму витоку призводить до негайного спрацьовування захисних пристроїв (пристроїв захисного відключення, ПЗВ — пристрій захисного автоматичного вимикання живлення, який реагує на диференційний струм.);
- у системах з глухозаземленою нейтраллю — ініціювання спрацювання запобіжника при попаданні фазного потенціалу на заземлену поверхню.

Отже, заземлення є ефективним лише у в комплексі з використанням пристроїв захисного відключення. У цьому випадку при більшості порушень ізоляції потенціал на заземлених предметах не перевищить безпечних величин. Більш того, несправну ділянку мережі буде вимкнено протягом дуже короткого часу (час спрацьовування ПЗВ становить десяті або соті частки секунди).

## Особливості практичного застосування
Причини, за якими не сполучають струмовідні частини розподільної мережі з землею, наступні:
- щоб уникнути перебоїв живлення споживача при одиничному пошкодженні (пробою ізоляції на землю струмовідних частин розподільної мережі);
- щоб уникнути іскроутворення у вибухо- і пожежонебезпечних зонах при одиничному пошкодженні ізоляції струмовідних частин мережі.

Заземлення електрообладнання, а точніше — заземлення відкритих провідних частин, є одним з численних заходів, що можуть бути використані для захисту від ураження електричним струмом. Заземлення відкритих провідних частин передбачає створення еквіпотенціального середовища, що знижує ймовірність появи напруги на тілі людини. В системі TN заземлення відкритих провідних частин забезпечує створення для струму замикання кола з малим опором. Це полегшує роботу пристроїв захисту від надструмів.
Позначення TN, TT та IT стосуються лише конфігурації розподільних мереж. Ці позначення мають обмежене відношення до різних методів, які можуть бути використані для забезпечення захисту від ураження електричним струмом, включаючи заземлення відкритих провідних частин. Хоча кожна система забезпечується за допомогою з'єднання відкритих провідних частин із землею, ефективний метод, який використовується в устаткуванні для захисту від ураження електричним струмом, може включати і інші заходи захисту.